# Musone
Pour les articles homonymes, voir Musone (département).

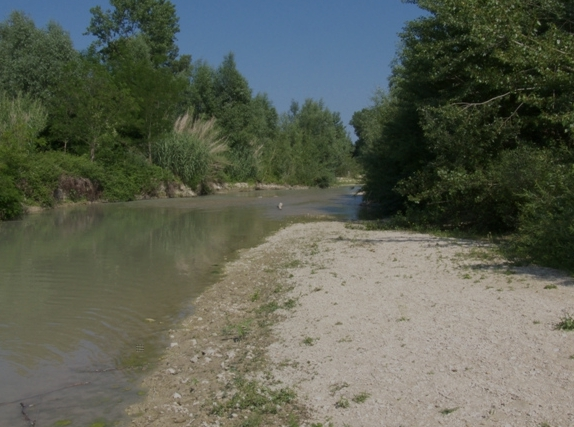
Le Musone.

Le Musone (en latin Miscus) est une rivière des Marches, en Italie centrale, qui coule dans les provinces d'Ancône et de Macerata et se jette dans la mer Adriatique.
Sous le Premier Empire, il a donné son nom au département du Musone.